# Samurai Wolf I
Samurai Wolf I är en svartvit japansk samurai-film från 1966 i regi av Hideo Gosha. Den är av många prisad för sin spaghettiwestern-lika stil.